# Улица Карбышева (Казань)
Улица Карбышева (тат. Карбышев урамы) — улица в Советском и Приволжском районах Казани.

## Название
Улица названа в 1967 году в честь Дмитрия Михайловича Карбышева (1880-1945) – Героя Советского Союза, генерал-лейтенанта инженерных войск.
Название улицы официально утверждено решением Казанского горисполкома от 6 мая 1967 года № 380.

## Расположение
Улица Карбышева пролегает с севера на юг и состоит из трёх участков. 
Северный участок находится на территории Советского района, эта самая старая часть улицы. Данный участок длиной около 1 км начинается с тупика, находящегося в районе соединения улиц Отрадной и Гвардейской , пролегает в южном направлении, пересекая улицу Даурскую, и заканчивается у пешеходной эстакады через Танковый овраг (улицу Танковую). Часть северного участка улицы Карбышева, пролегающая через территорию микрорайона Танкодром (от улицы Даурской и до пешеходной эстакады), имеет разделительную полосу по центру проезжей части. 
Центральный участок улицы Карбышева длиной около 620 м находится уже на территории Приволжского района, являясь западной границей 1-го микрорайона жилого района Горки. Он начинается от пешеходной эстакады через Танковый овраг, от поперечной улицы Братьев Касимовых, и продолжается в южном направлении до поперечной улицы Профессора Камая. 

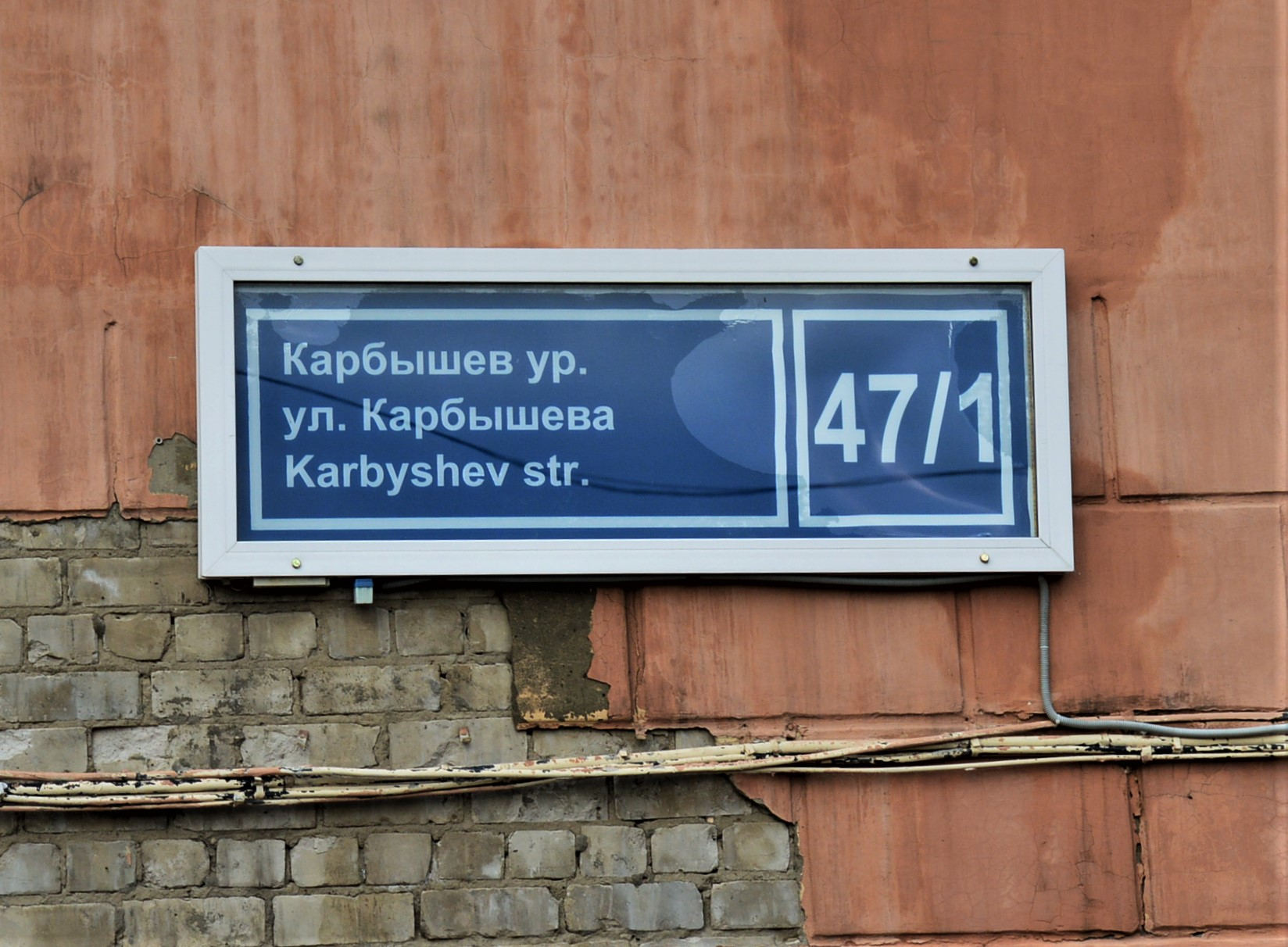
Табличка на доме: ул. Карбышева, 47/1 – пример нормативного написания названия улицы на татарском, русском и английском языках (ноябрь 2018)

Отсюда дорога продолжается в южном направлении через посёлок Старые Горки (около 340 м) до перекрёстка с улицами 2-я Героев Хасана и Молодецкой; этот поселковый участок называется улицей 1-й Калининградской. Дальнейшее продолжение дороги от указанного перекрёстка до улицы Академика Парина длиной около 350 м является южным участком улицы Карбышева, который служит границей между высотной застройкой 5-го микрорайона Горок (с восточной стороны) и территорией посёлка Старые Горки (с западной стороны).
Общая длина всех трёх участков улицы Карбышева составляет 1,97 км.

## История
Улица Карбышева формировалась и застраивалась поэтапно в соответствии с темпами расширения территории жилищной застройки в юго-восточной части Казани. Первые дома были построены в конце 1950-х – первой половине 1960-х годов на участке к северу от улицы Даурской. Сначала это были двухэтажные одно- и двухподъездные кирпичные здания с деревянными перекрытиями (ул. Карбышева, 14, 24, 26, 28, 30, 32, 34). С 1960-х годов здесь появилось несколько «хрущёвок», в том числе три с адресацией по ул. Карбышева: две кирпичные – четырёх- и пятиэтажная, одна панельная пятиэтажная.
В 1970-х годах началась застройка участка улицы Карбышева, проходящего через микрорайон Танкодром – от улицы Даурской до Танкового оврага. В рамках комплексной застройки здесь возвели девятиэтажные кирпичные и панельные дома, а на углу с улицей Курчатова – кинотеатр «Комсомолец». Сама улица на данном участке проложена с разделительной полосой.  

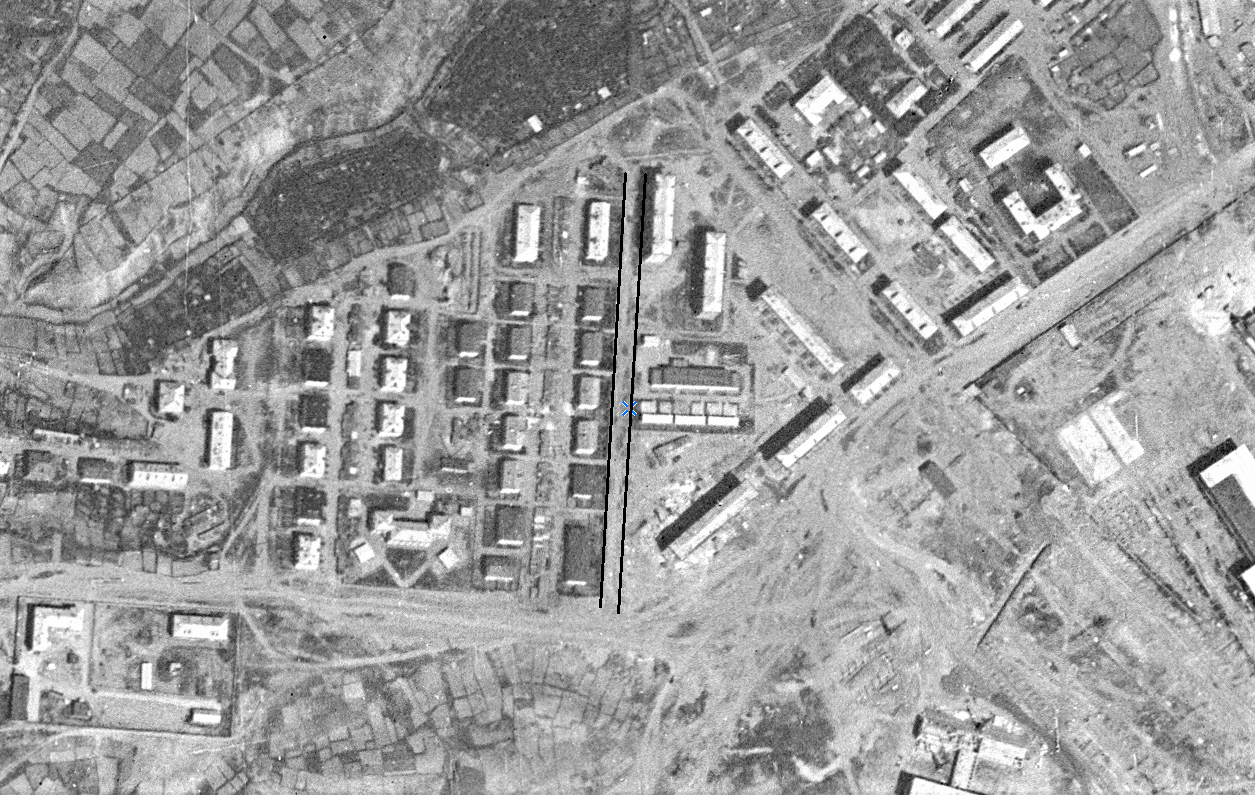
Казань. Начало будущей улицы Карбышева на снимке с американского спутника (июнь 1966)

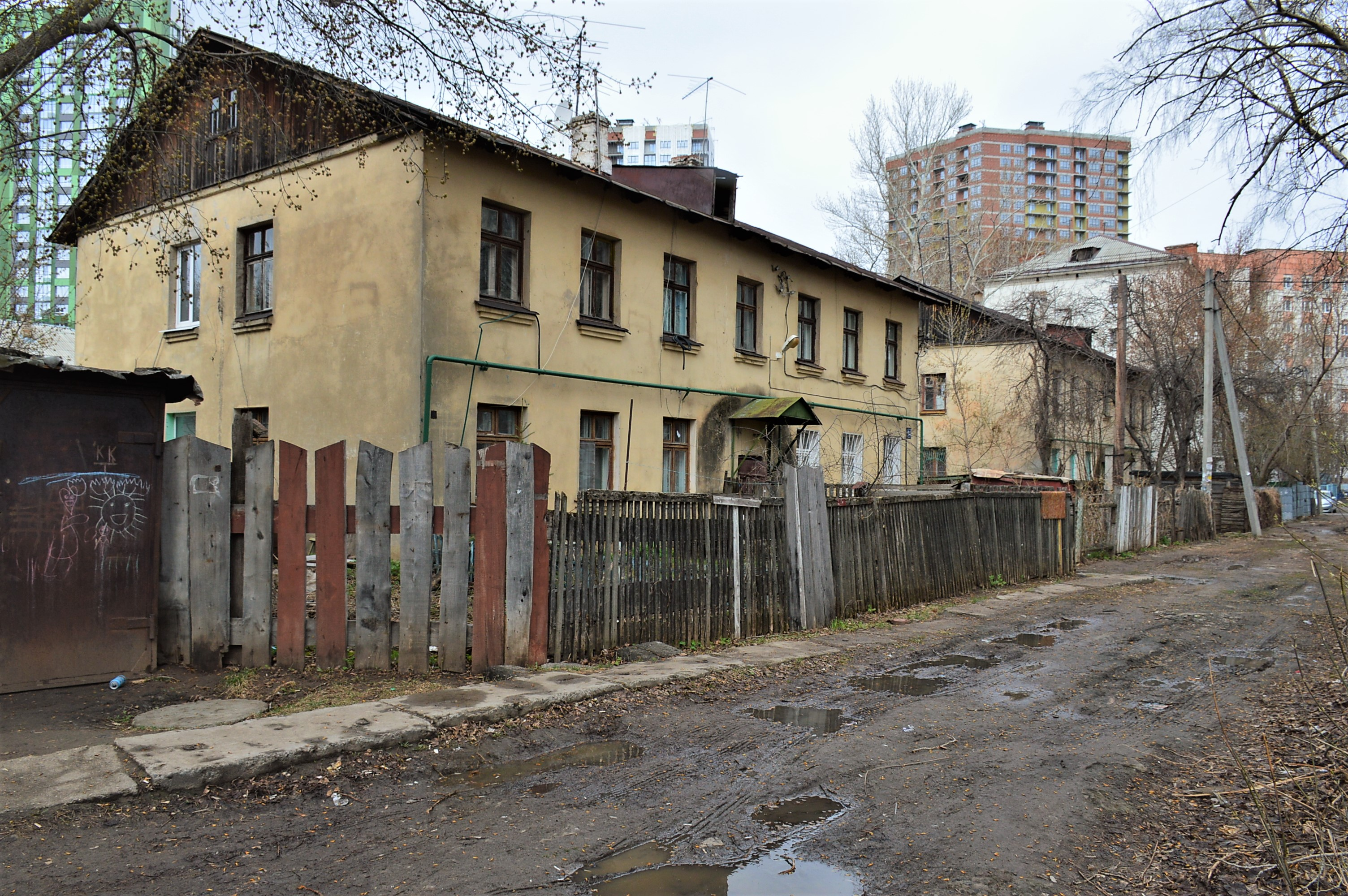
Двухэтажные жилые дома конца 1950-х - начала 1960-х годов: ул. Карбышева, 14 и 12 (апрель 2021)
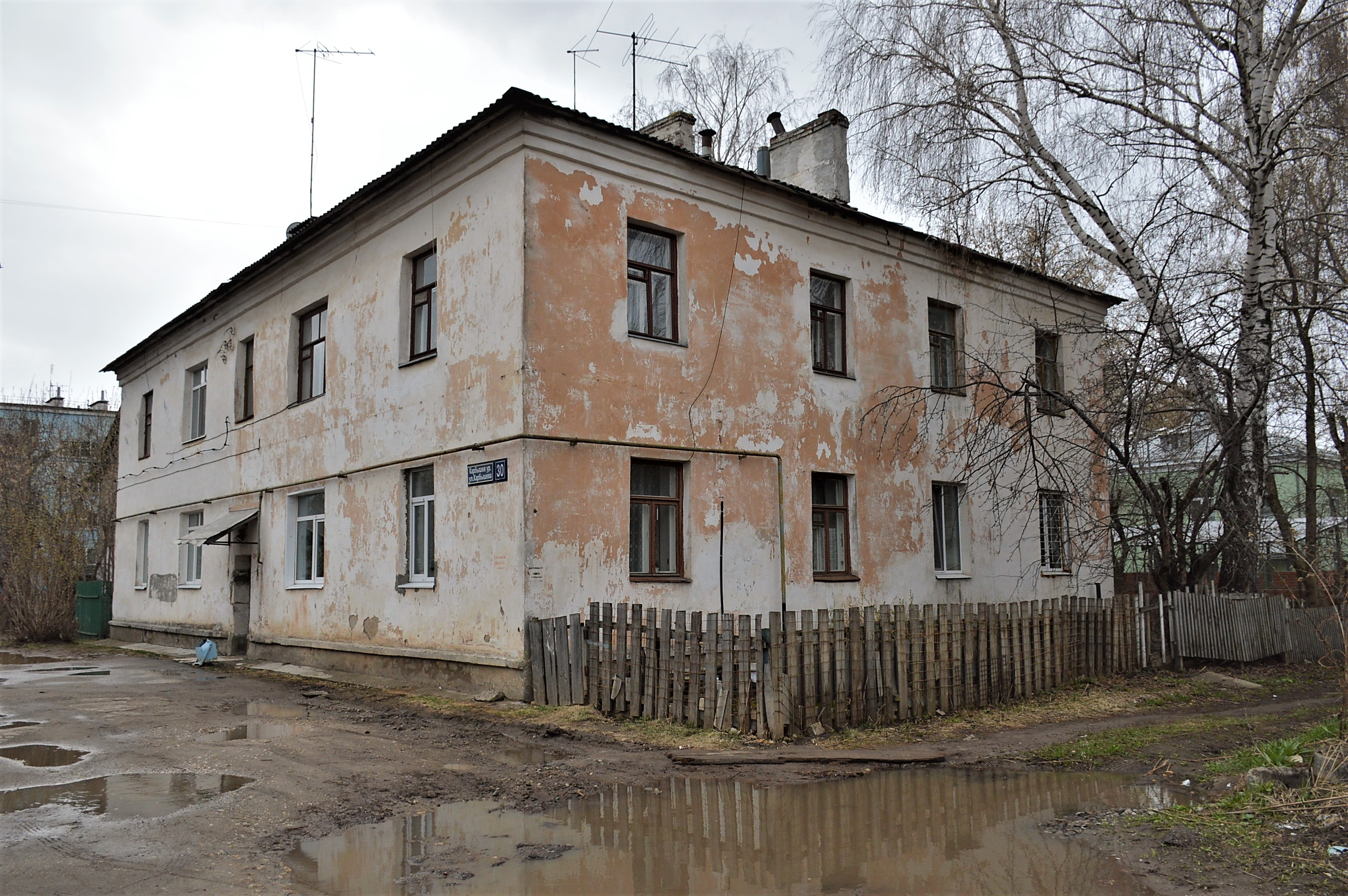
Двухэтажный жилой дом конца 1950-х - начала 1960-х годов: улица Карбышева, 30 (апрель 2021)
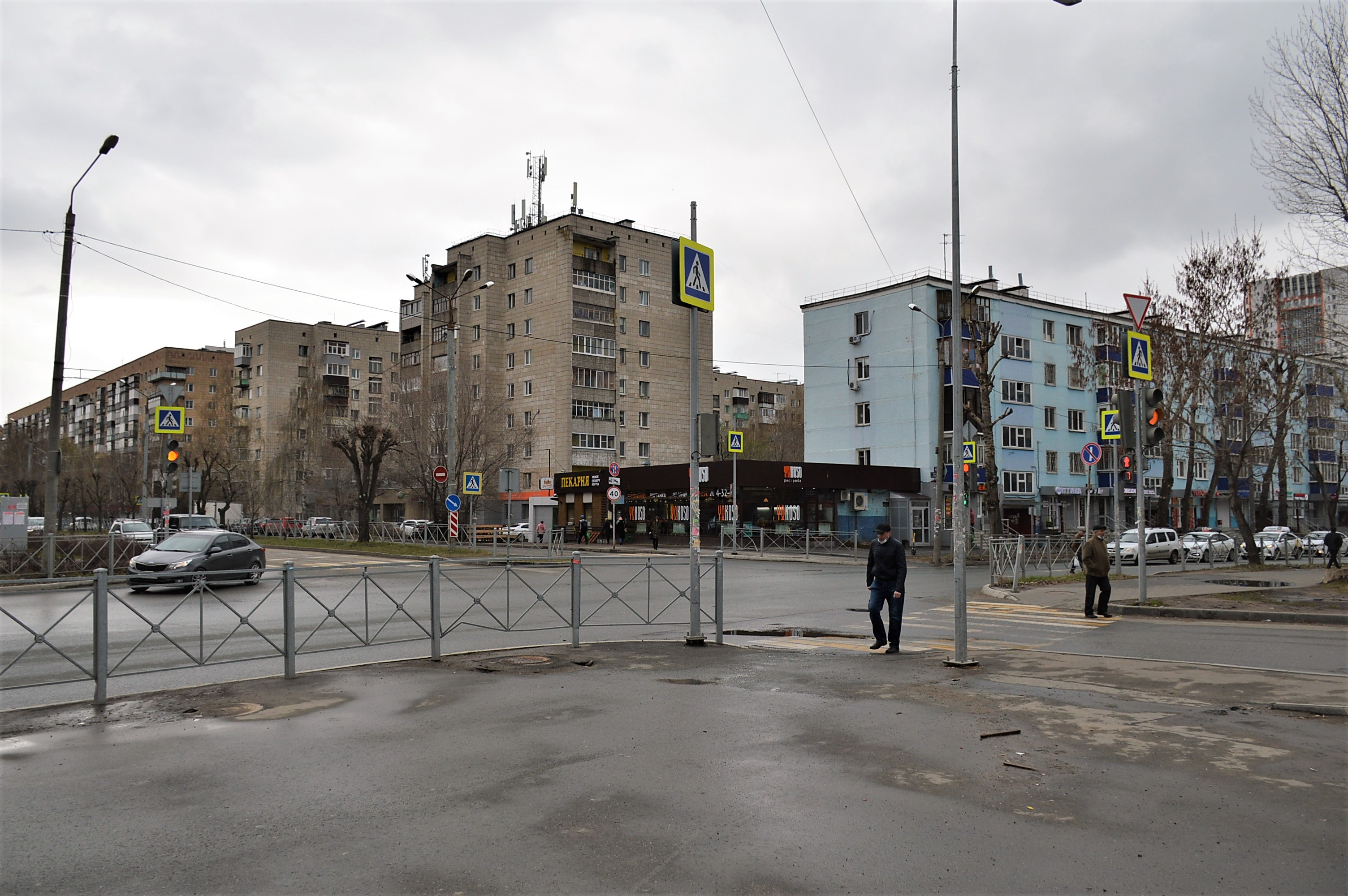
Перекрёсток улицы Карбышева с улицей Даурской (апрель 2021)
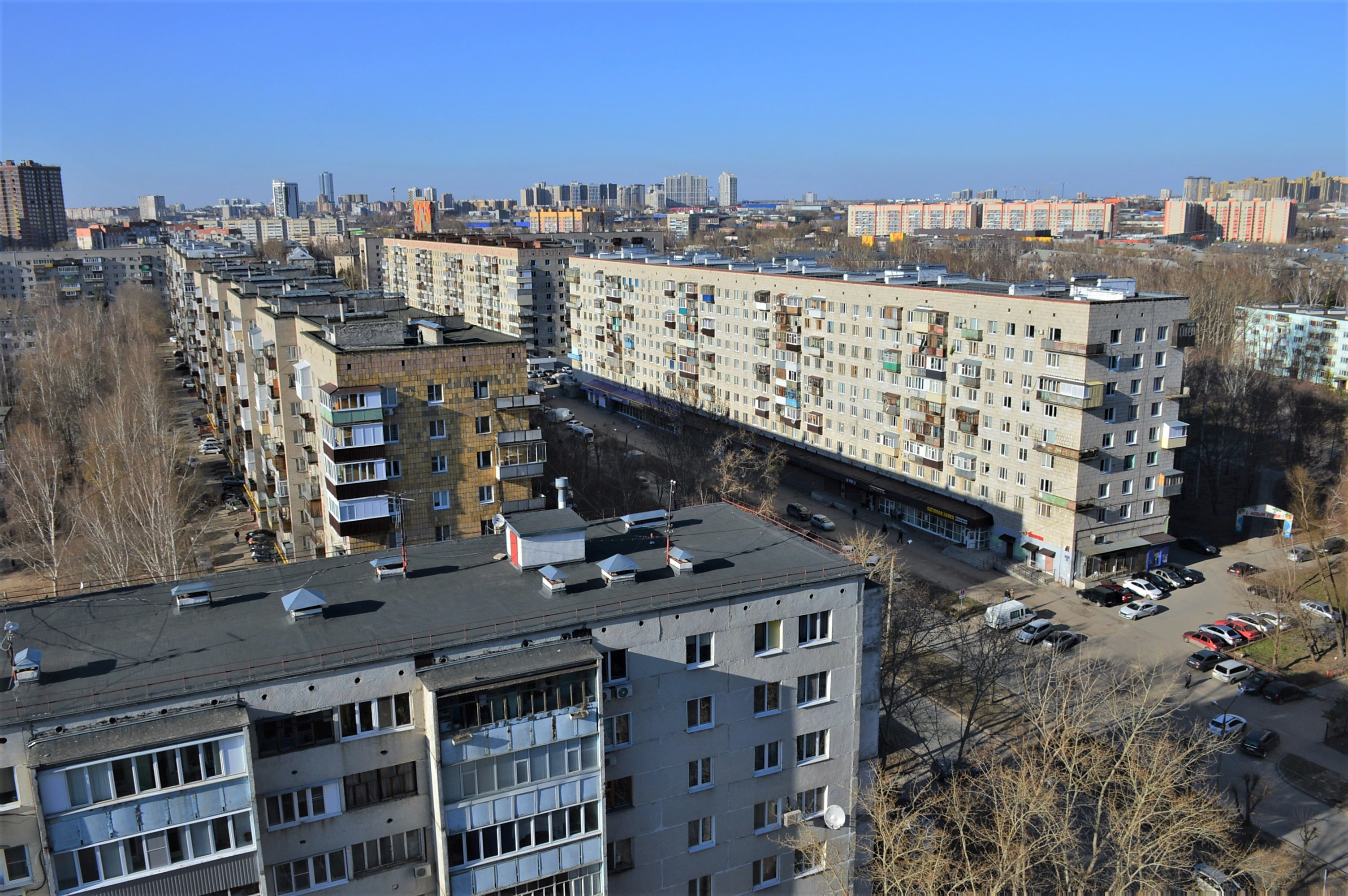
Девятиэтажные жилые дома на улице Карбышева в микрорайоне Танкодром (апрель 2021)

С начала 1970-х годов также начинается формирование центрального участка улицы Карбышева в Приволжском районе в рамках начавшейся комплексной застройки жилого района Горки. Здесь с восточной стороны улицы были возведены девятиэтажные, а за ними пятиэтажные («хрущёвки» серии 1-467) панельные дома 1-го микрорайона. Часть этих домов (ул. Карбышева, 25, 37, 39, 43, 47/1; также ул. Профессора Камая, 3, 5, 9) построена на месте домовладений посёлка Старые Горки, располагавшихся на северных участках параллельных друг другу поселковых улиц – 1-я, 2-я, 3-я и 4-я Калининградские. При этом проезжая часть улицы Карбышева была проложена по северному участку улицы 1-й Калининградской, в результате чего сложилась парадоксальная ситуация с адресацией домов. 
На этой поселковой улице были снесены домовладения только с восточной (нечётной) стороны, в то время как на западной (чётной) стороне они сохранились. На месте снесённых поселковых домов построили девятиэтажку 1-го микрорайона (ул. Карбышева, 47/1), в то время как с противоположной стороны дома остались с прежней адресацией. В результате, де-факто находясь на одной улице, дома адресуются по двум улицам: с чётной стороны (Старые Горки) – по улице 1-й Калининградской, с нечётной (Горки, 1-й микрорайон) – по улице Карбышева. 
Улица 1-я Калининградская на своём южном участке, заканчивавшемся у поперечного оврага, вообще не пострадала, хотя по проекту застройки Горок все располагавшиеся на ней поселковые дома должны были быть снесены – сначала с восточной стороны (здесь планировалось построить стадион), а в перспективе и с западной. По самой улице 1-й Калининградской предполагалось проложить проезжую часть улицы Карбышева со сквозным движением (благодаря засыпке оврага) вплоть до будущей улицы Академика Парина. Реализовать эти планы в полном объеме не удалось, поскольку в 1990-е годы комплексная застройка жилого района Горки прекратилась. Однако сквозное движение проложили и самый южный участок нового проезда – от перекрёстка с улицами 2-я Героев Хасана и Молодецкой до улицы Академика Парина получил название улицы Карбышева. Так сформировался третий, самый южный участок этой улицы. На восточной (нечётной) его стороне в 1990-е – начале 2000-х годах возвели несколько многоэтажных жилых домов 5-го микрорайона. Непосредственно вдоль улицы Карбышева выстроили два 14-этажных (ул. Карбышева, 57, 59) и один 10-этажный (ул. Карбышева, 61) кирпичных дома, а за ними ещё несколько кирпичных девяти- и десятиэтажек.
В советский период также застраивалась западная сторона центрального участка улицы Карбышева (напротив домов 1-го микрорайона). В 1970-е – 1980-е годы здесь появились два девятиэтажных кирпичных общежития и здание Казанского автотранспортного техникума им. А.П. Обыденнова. Позже, в начале 2000-х годов здесь же было построено три многоквартирных дома в 9 и 10 этажей.
Адресацию по улице Карбышева также имеют два медицинских учреждения, которые территориально удалены от неё и де-факто расположены на улице 2-я Туринская. Это работающая с 1979 года городская поликлиника № 18 (ул. Карбышева, 72), а также открытый в 1999 году Межрегиональный клинико-диагностический центр (МКДЦ) (ул. Карбышева, 12А).   
В постсоветский период прекратил существование кинотеатр «Комсомолец». Построенный в 1970 году, он перестал работать как кинотеатр в 1990-е годы, в его помещении открыли развлекательный центр «Мета». В 2010 году произошёл пожар, после которого здание забросили. Окончательно оно было разобрано в 2012 году, после чего на его месте был возведён жилой комплекс «Комсомолец».
На центральном участке улицы, на территории безымянного сквера, что напротив 1-го микрорайона Горок, 6 мая 2010 года был открыт памятник-бюст прославленному генералу работы скульптора М. М. Гасимова.

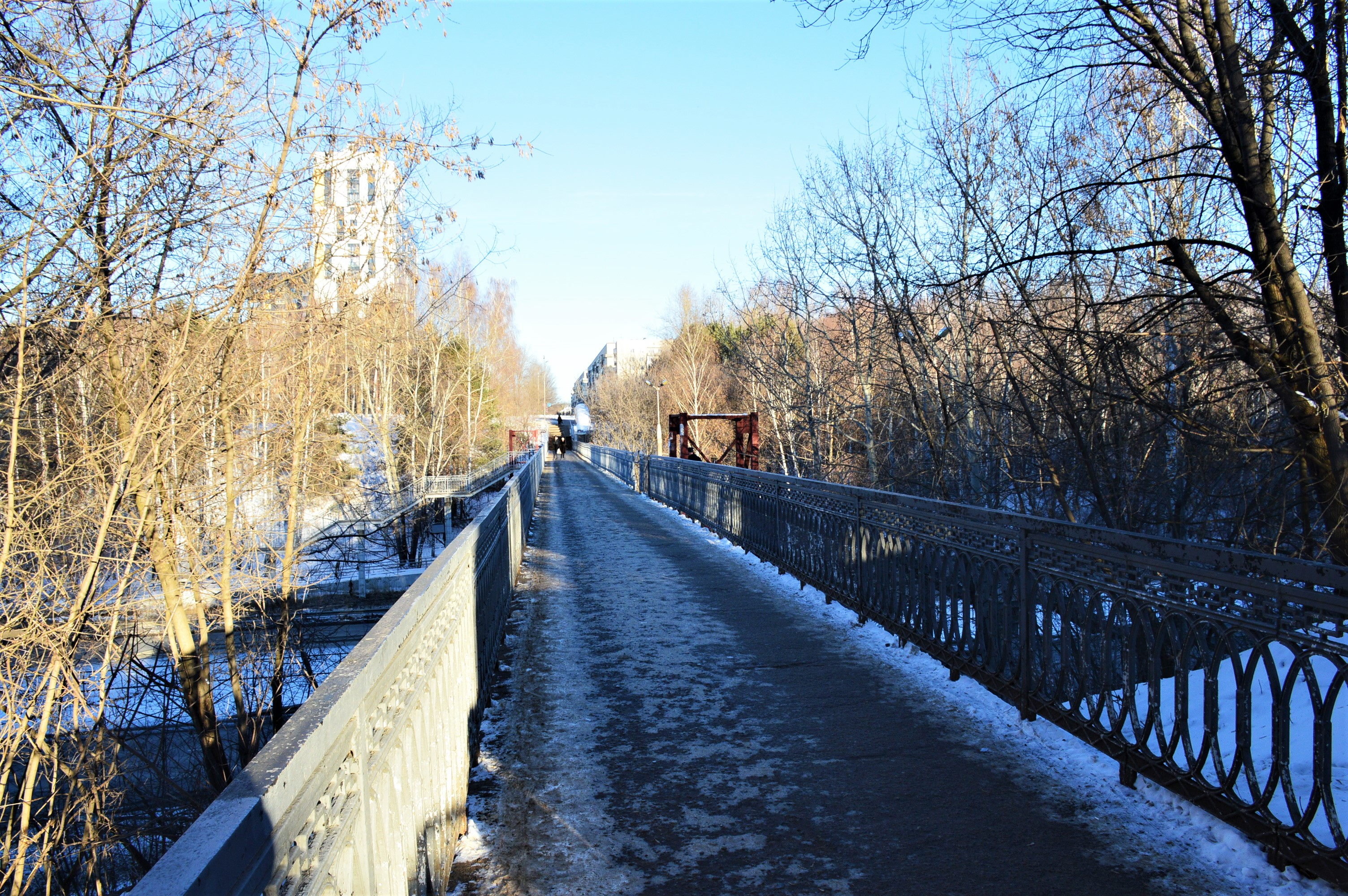
Надземный пешеходный переход над улицей Танковой, соединяющий два участка улицы Карбышева - со стороны Танкодрома и Горок. Вид в сторону Танкодрома (декабрь 2018)
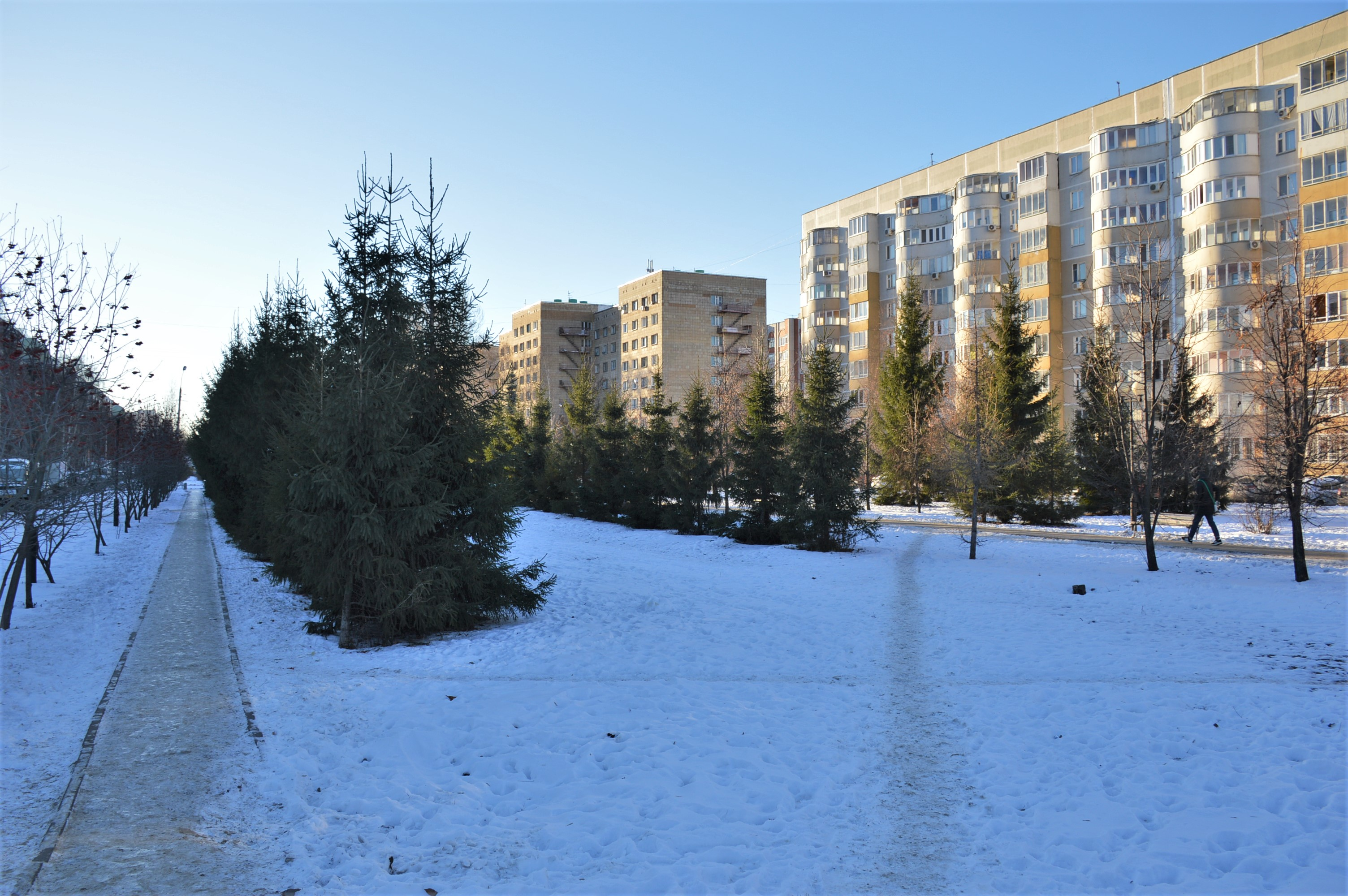
Безымянный сквер на улице Карбышева (декабрь 2018)
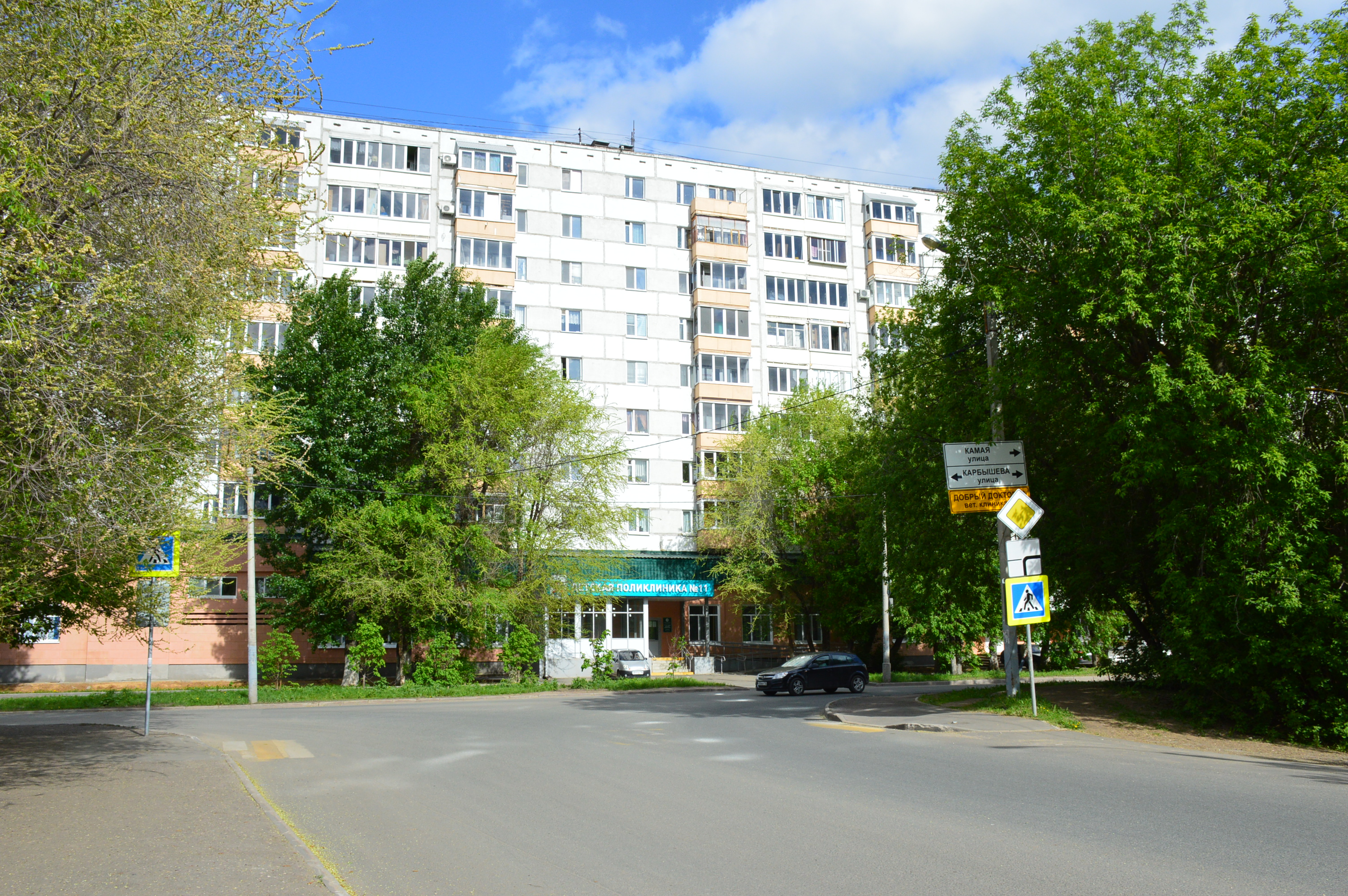
Место соединения улицы 2-я Туринская с улицей Карбышева (май 2019)
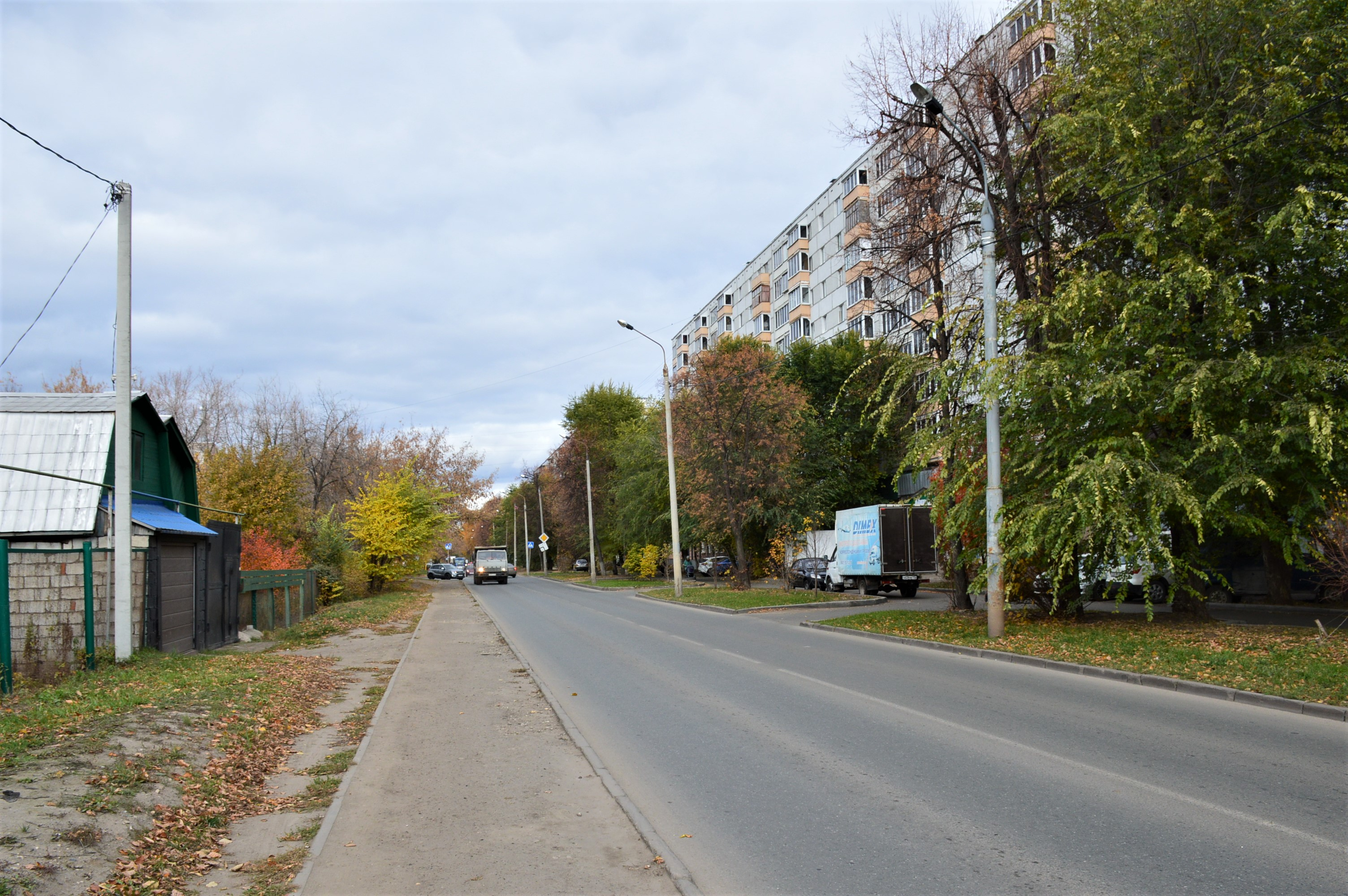
Слева расположен одноэтажный дом посёлка Старые Горки с адресом: ул. 1-я Калининградская, 2. Напротив него справа стоит девятиэтажный многоквартирный дом 1-го микрорайона Горок с адресом: ул. Карбышева, 47/1 (октябрь 2018)
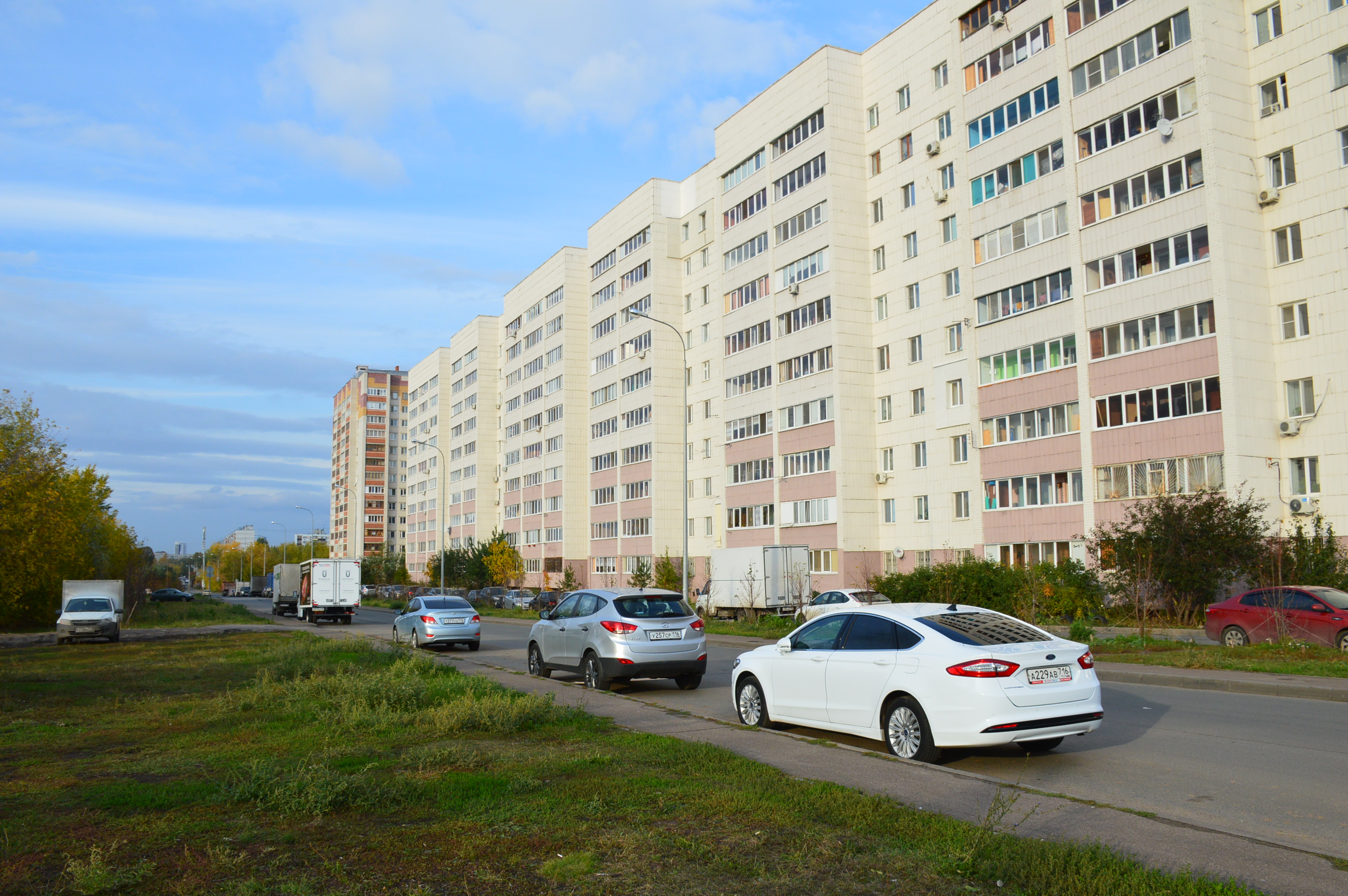
Вид на южный участок улицы Карбышева (октябрь 2018)

## Городской общественный транспорт
Городской общественный транспорт использует только небольшой участок улицы Карбышева – между улицами Профессора Камая и 2-й Туринской. Здесь ходят автобусы 74 маршрута (по состоянию на июнь 2019 года). 

## Объекты, расположенные на улице
На Карбышева расположены следующие значимые объекты (перечислены в направлении с севера на юг):
- Сквер Д. М. Карбышева;
- Детский сад № 330 (ул. Карбышева, 15А);
- Детский сад № 16 (ул. Карбышева, 44);
- Памятник-бюст Д. М. Карбышеву;
- Детский сад № 55 (ул. Карбышева, 31А);
- Городская поликлиника № 18 (ул. Карбышева, 12);
- Межрегиональный клинико-диагностический центр (ул. Карбышева, 12А);
- Казанский автотранспортный техникум им. А.П. Обыденнова (ул. Карбышева, 64).

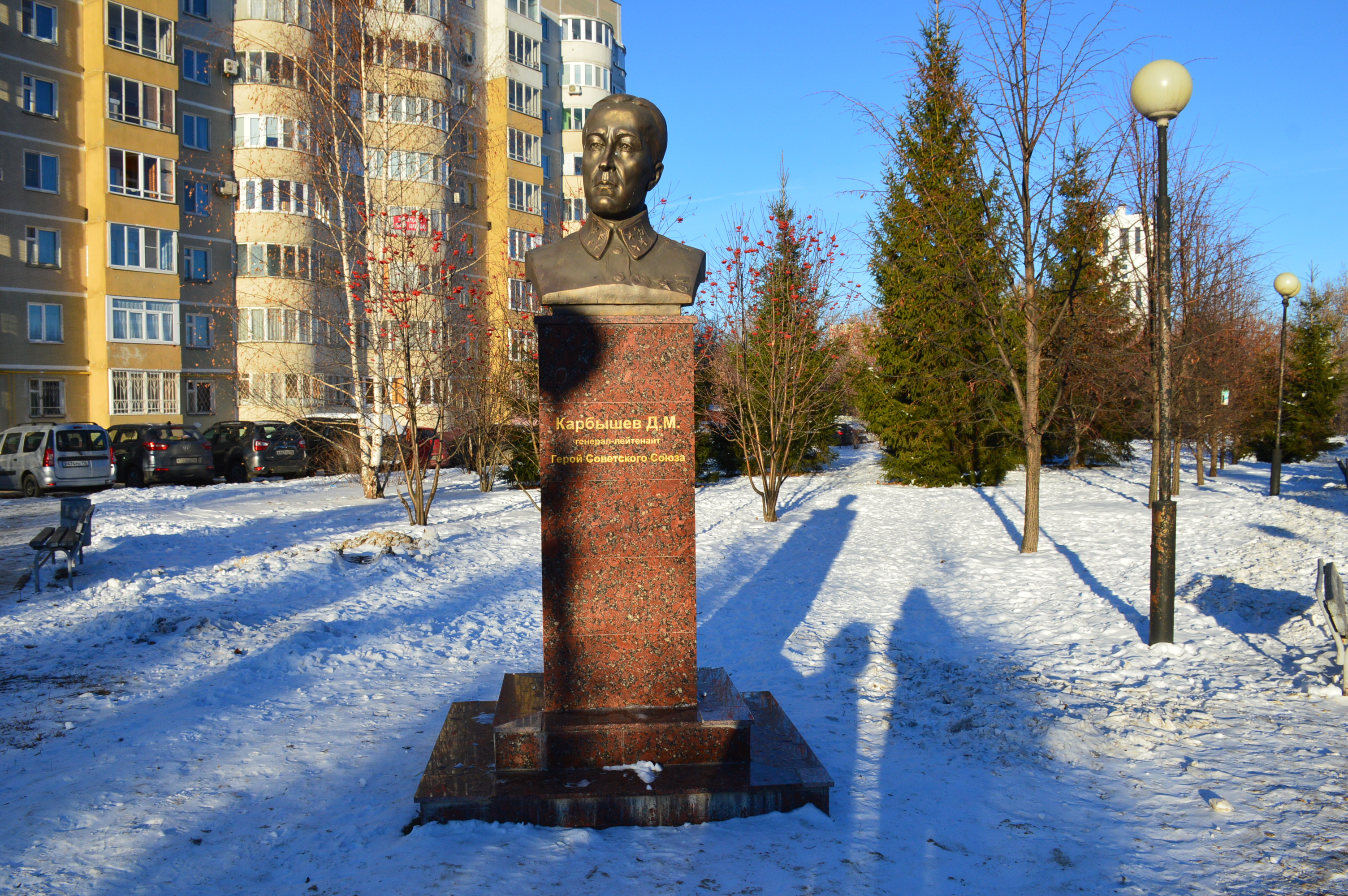
Памятник-бюст Д. М. Карбышеву (декабрь 2018)
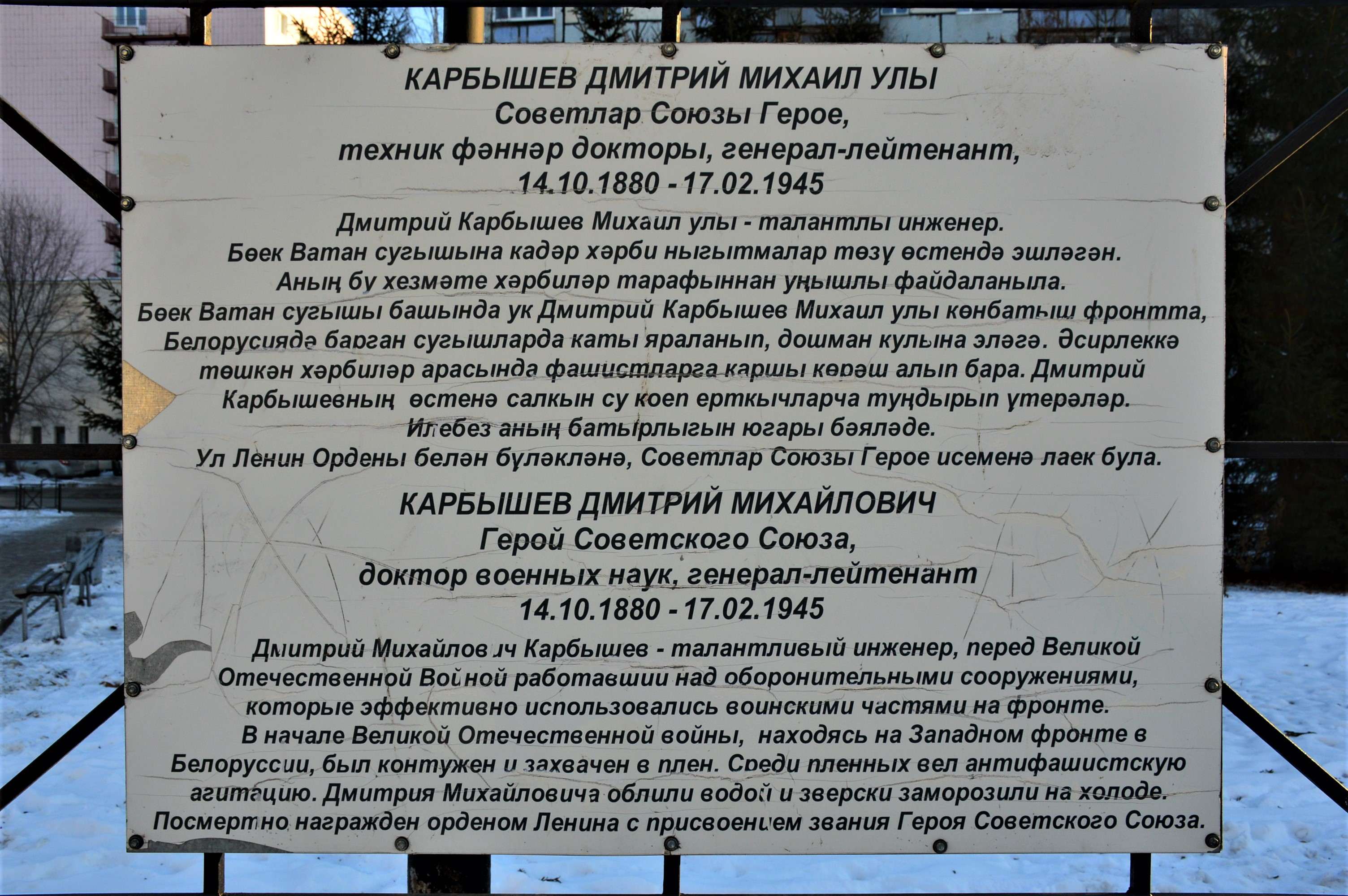
Стенд с информацией о Д. М. Карбышеве на татарском и русском языках рядом с его памятником-бюстом (декабрь 2018)
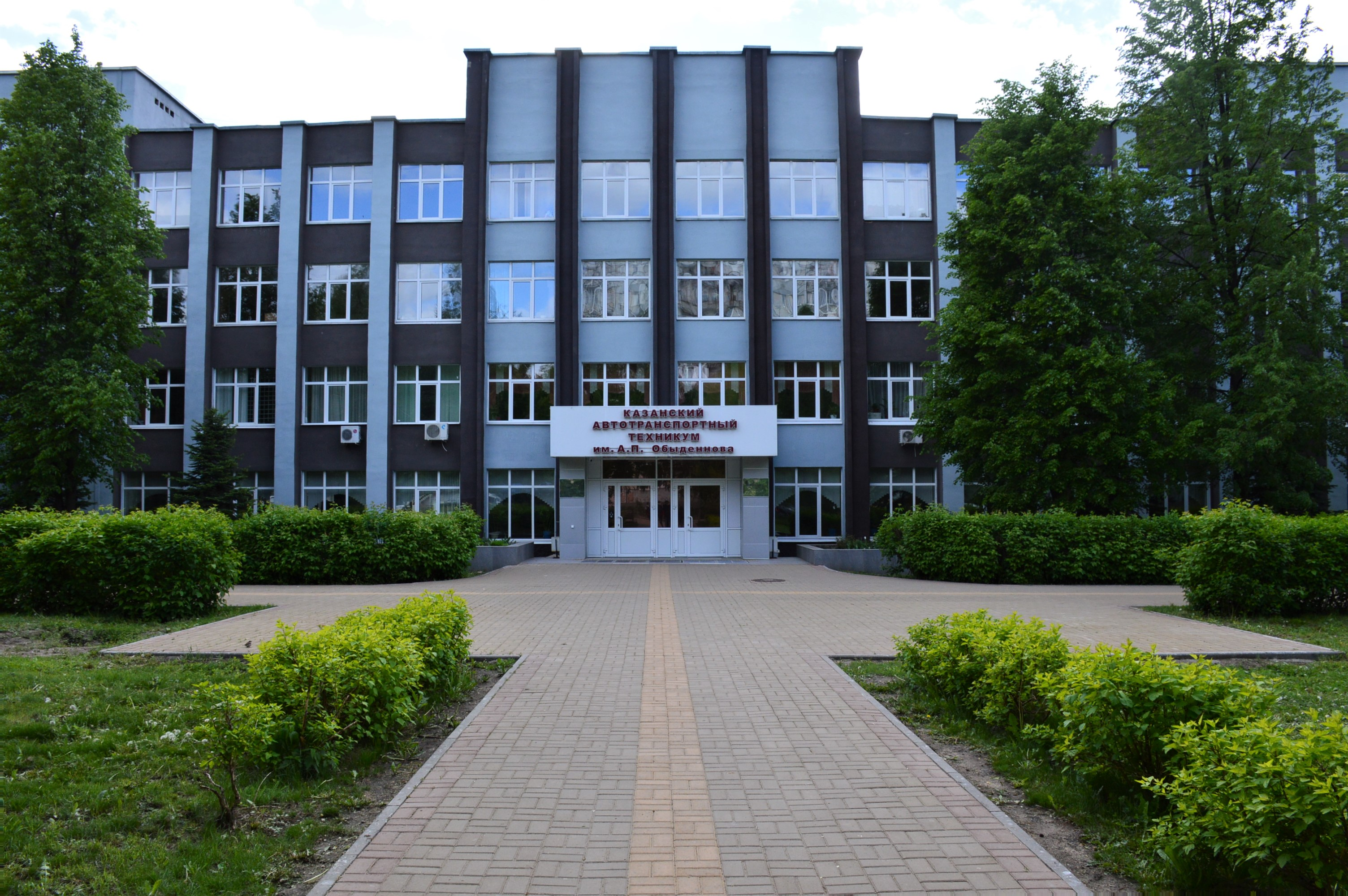
Казанский автотранспортный техникум им. А.П. Обыденнова (май 2019)
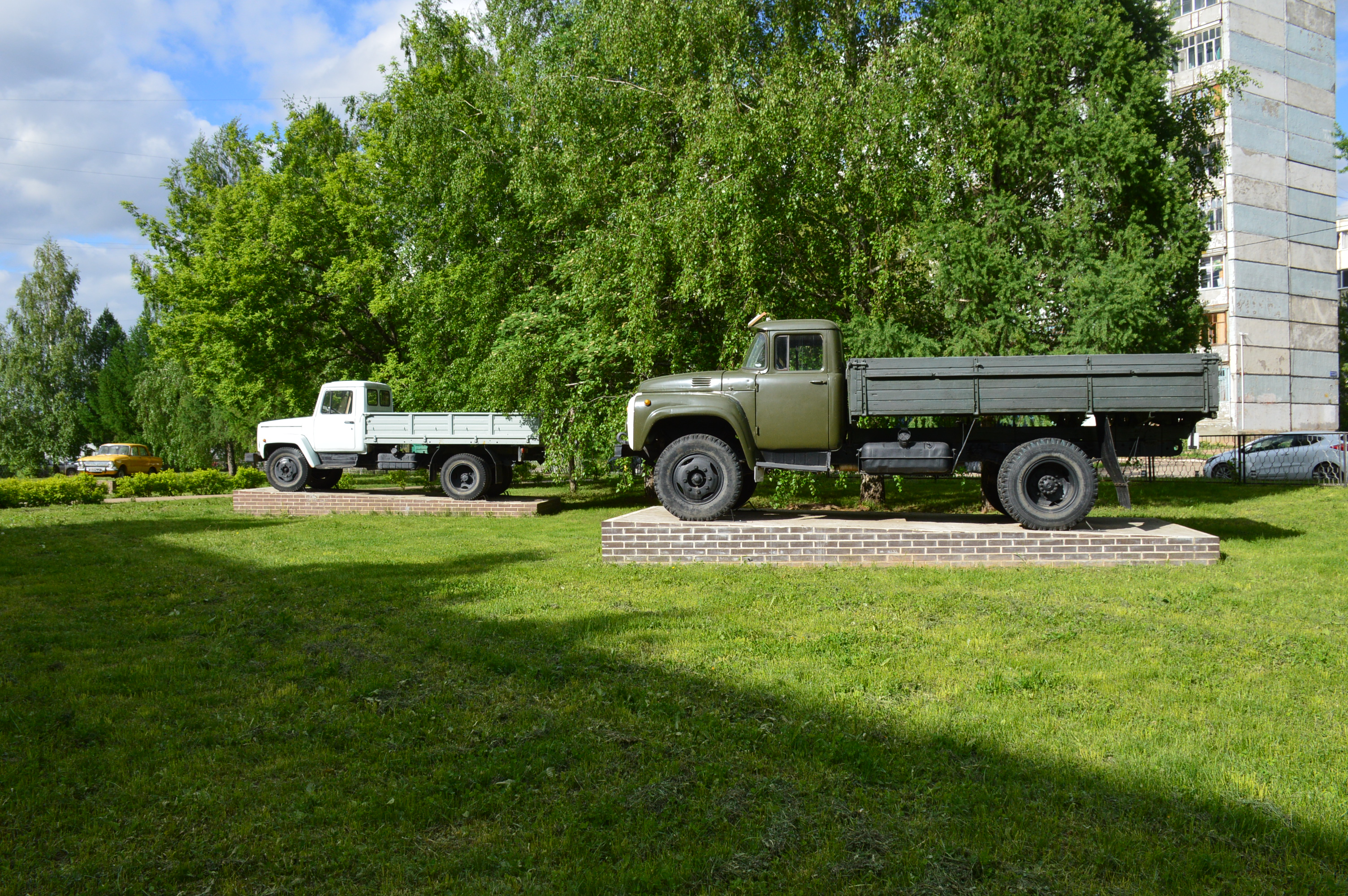
Автомобили-памятники на территории Казанского автотранспортного техникума им. А.П. Обыденнова (май 2019)
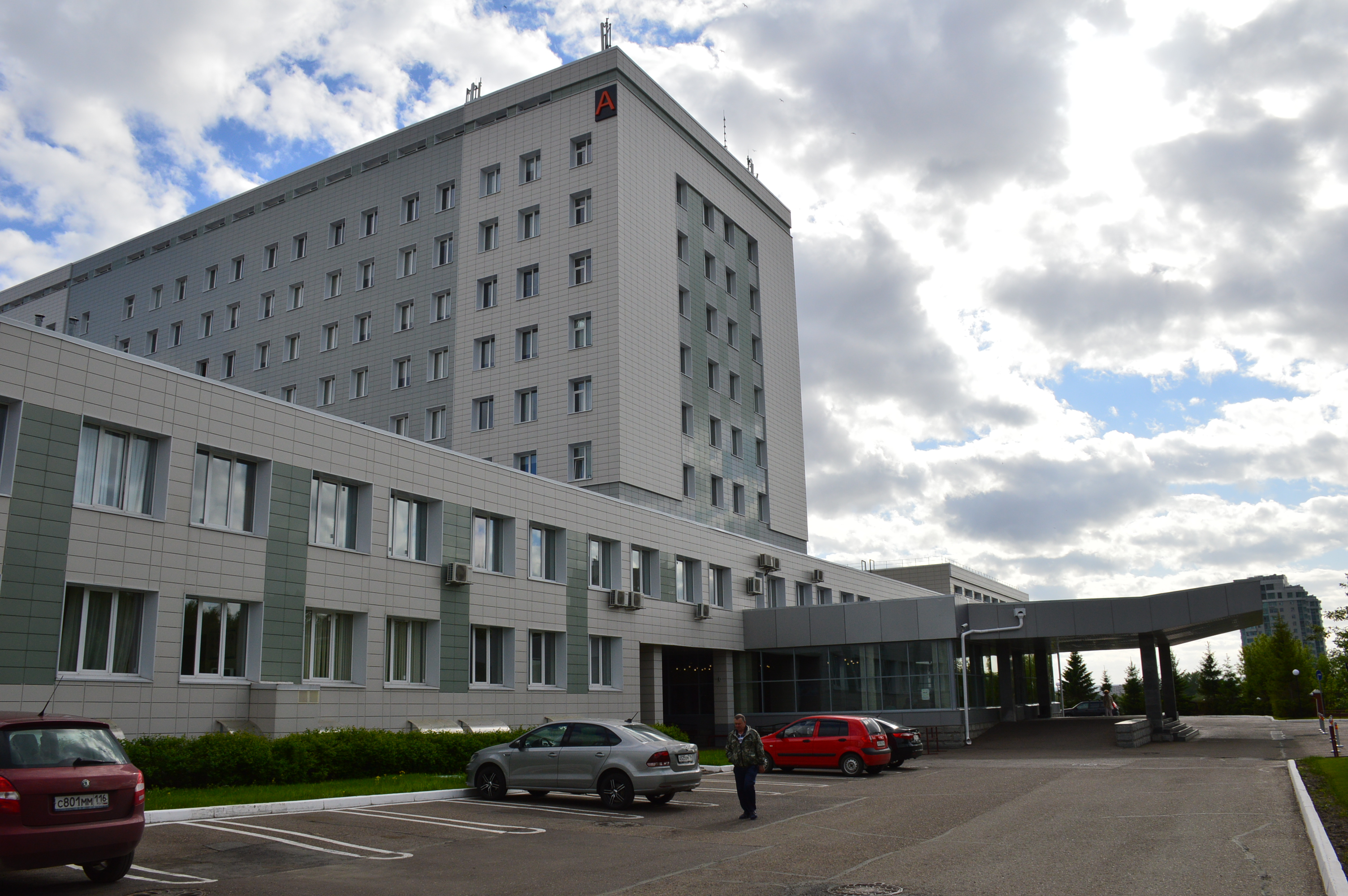
Один из корпусов Межрегионального клинико-диагностического центра (МКДЦ) (май 2019)